# Stazione di Codogno
Stazione di Codogno vasútállomás Olaszországban, Lombardia régióban, Codogno településen.

## Vasútvonalak
Az állomást az alábbi vasútvonalak érintik:
- Milánó–Bologna-vasútvonal
- Pavia–Mantua-vasútvonal

## Kapcsolódó állomások
A vasútállomáshoz az alábbi állomások vannak a legközelebb:
- Stazione di Casalpusterlengo (Milánó–Bologna-vasútvonal, Pavia–Mantua-vasútvonal)
- Stazione di Santo Stefano Lodigiano (Milánó–Bologna-vasútvonal)
- Stazione di Maleo (Pavia–Mantua-vasútvonal)